# Skryne Castle
Skryne Castle (irisch Caisleán na Scríne oder Caisleán Scrín Cholm Cille) ist eine Niederungsburg im Dorf Skryne in irischen County Meath.

## Name
Der Name der Burg verweist auf das Dorf Skryne, offiziell Skreen, irisch An Scrín, in dem sie sich befindet. Der Ortsname bedeutet „der Schrein“. In einem Kloster im Ort soll sich einst der Schrein des heiligen Columban von Iona (irisch Colm Cille) befunden haben. 

## Geschichte
Adam de Feypo (Adam de Phipo), aus einer Familie normannischer Invasoren, ließ die Motte im 12. Jahrhundert erbauen. Später wurde sie durch eine kleine Burg (erweitertes Tower House) ersetzt, noch später durch einen größeren Gutshof mit einem L-förmigen und daran anschließenden quadratischen Anbau von etwa 30 auf 30 Meter erweitert, und ist noch heute bewohnt.